# FDGB-Bezirkspokal 1961/62
Im FDGB-Bezirkspokal der Saison 1961/62 wurden wie im Vorjahr Finalspiele in den einzelnen Bezirken ausgetragen, deren Sieger für den FDGB-Pokal 1962/63 teilnahmeberechtigt waren.

## Geschichte
Der Spielbetrieb in den 15 Bezirken wurde vom jeweiligen Bezirksfachausschuss (BFA) durchgeführt, in denen die Mannschaften unterhalb der drei höchsten Spielklassen (DDR-Oberliga, DDR-Liga und II. DDR-Liga) im Ligasystem auf dem Gebiet des Deutschen Fußball-Verbandes (DFV) spielberechtigt waren.
Die BSG Stahl Helbra konnte ihren Pokalsieg aus dem Vorjahr erfolgreich verteidigten, was der Zweitvertretung der TSG Wismar durch eine Final-Niederlage verpasste.
Das Double von Meisterschaft und Pokalsieg erreichte die Zweitvertretung vom SC Potsdam, die BSG Einheit Reichenbach, die BSG Motor Rudisleben-Ichtershausen und die BSG Fortschritt Greiz.
Mit den Betriebssportgemeinschaften (BSG) Traktor Plate und Motor Oderberg gelang es zwei unterklassigen Mannschaften (Bezirksklasse) den Pokal zu gewinnen.

## FDGB-Bezirkspokalendspiele
|                         | Bezirkspokalendspiele (Saison 1961/62) |
| Bezirk Rostock          | Sonntag, den 25. Februar 1962 in Ribnitz-Damgarten BSG Einheit Rostock – TSG Wismar II 4:2 |
| Bezirk Schwerin         | Dienstag, den 01. Mai 1962 in Parchim BSG Traktor Plate – BSG Traktor Neu Kaliß-Malliß 5:5 n. V. Wiederholungsspiel: Dienstag, den 08. Mai 1962 in Lübz BSG Traktor Plate – BSG Traktor Neu Kaliß-Malliß 6:5 n. V. |
| Bezirk Neubrandenburg   | Freitag, den 20. April 1962 in Neubrandenburg BSG Empor Neustrelitz – ASK Vorwärts Neubrandenburg II 2:0 |
| Bezirk Potsdam          | Sonntag, den 01. Juli 1962 in Luckenwalde SC Potsdam II – BSG Motor Ludwigsfelde 3:1 |
| Ost-Berlin              | Dienstag, den 26. Dezember 1961 im Hans-Zoschke-Stadion von Ost-Berlin vor 500 Zuschauern BSG Motor Weißensee – BSG Lokomotive Schöneweide 3:1 |
| Bezirk Frankfurt (Oder) | Sonntag, den 07. Januar 1962 in Eberswalde BSG Motor Oderberg – BSG Einheit Bernau 1:0 |
| Bezirk Magdeburg        | Sonntag, den 17. Dezember 1961 in Oschersleben BSG Lokomotive Stendal II – BSG Einheit Wernigerode 3:2 |
| Bezirk Halle            | Samstag, den 16. Juni 1962 in Halle BSG Stahl Helbra – BSG Chemie Piesteritz 5:2 |
| Bezirk Leipzig          | Sonntag, den 11. März 1962 in Zechau BSG Aktivist Böhlen II – BSG Aktivist Wintersdorf 3:1 |
| Bezirk Cottbus          | Sonntag, den 21. Januar 1962 in Spremberg ASK Vorwärts Cottbus II – BSG Chemie Bernsdorf 6:1 |
| Bezirk Dresden          | Donnerstag, den 24. Mai 1962 in Meißen BSG Stahl Freital – BSG Turbine Großenhain 0:0 n. V. 1. Wiederholungsspiel: Sonntag, den 03. Juni 1962 in Freital BSG Turbine Großenhain – BSG Stahl Freital 0:0 n. V. 2. Wiederholungsspiel: Feitag, den 08. Juni 1962 in Radeburg BSG Stahl Freital – BSG Turbine Großenhain 8:4 |
| Bezirk Karl-Marx-Stadt  | Samstag, den 09. Juni 1962 in Karl-Marx-Stadt BSG Einheit Reichenbach – BSG Motor Hainichen 2:0 n. V. |
| Bezirk Erfurt           | Dienstag, den 08. Mai 1962 in Bad Langensalza BSG Motor Rudisleben-Ichtershausen – BSG Motor Sömmerda 4:0 |
| Bezirk Gera             | Sonntag, den 10. Dezember 1961 in Zeulenroda BSG Fortschritt Greiz – BSG Einheit Rudolstadt 2:1 |
| Bezirk Suhl             | Sonntag, den 22. Juli 1962 in Hildburghausen BSG Traktor Obermaßfeld – BSG Fortschritt Schalkau 2:1 |